# Ернст Айгнер
Ернст Айгнер (нім. Ernst Aigner; нар. 31 жовтня 1966, Медлінг, Австрія) — австрійський футболіст, грав на позиції захисника.
Учасник чемпіонату світу 1990 року.

## Клубна кар'єра
Зацікавленість до футболу Айгнер виявляв ще з дитинства. Починав грати на аматорському рівні. У віці 12-ти років він приєднався до футбольної школи клубу «Адміра Ваккер». Після закінчення училища, де Айгнер здобув кваліфікації теслі, він повернувся до футбольної команди і у 1986 році дебютував у основі. У сезоні 1988/89 команда посіла друге місце у чемпіонаті. А сам Айгнер привернув до себе увагу грандів австрійського футболу.
Влітку 1989 року Айгнер перейшов до складу столичної «Аустрії». Саме з цим клубом пов'язані найбільші успіхи Айгнера у футболі. Він тричі ставав чемпіоном Австрії, вигравав Кубок та Суперкубок країни.
Після чемпіонського сезона 1994 року Айгнер перейшов до клубу «Санк-Пельтен». Але після того, як у 1997 році клуб вилетів з Бундселіги, Ернст повернувся до свого рідного клубу «Адміра Ваккер», щоб допомогти йому повернутися до Бундесліги.
Наприкінці кар'єри Ернст Айгнер грав у клубах регіонального рівня.

## Кар'єра в збірній
Перший матч у складі національної збірної Австрії Ернст Айгнер провів у травні 1989 року. Він зробив вагомий внесок у вихід своєї збірної на чемпіонат світу 1990 року. Але через травму Айгнер не зміг зіграти у матчах групового турніру. І надалі футболіста переслідували травми і останню гру у складі збірної Айгнер провів у жовтні 1990 року.

## Досягнення
Аустрія
 Чемпіон Австрії (3): 1991, 1992, 1993
 Переможець Кубка Австрії (3): 1990, 1992, 1994
 Переможець Суперкубка Австрії (4): 1990, 1991, 1992, 1993